# Fornos de Algodres
Fornos de Algodres – miejscowość w Portugalii, leżąca w dystrykcie Guarda, w regionie Centrum w podregionie Serra da Estrela. Miejscowość jest siedzibą gminy o tej samej nazwie. 

## Demografia
| Liczba ludności gminy Fornos de Algodres (1801–2011) | Liczba ludności gminy Fornos de Algodres (1801–2011) | Liczba ludności gminy Fornos de Algodres (1801–2011) | Liczba ludności gminy Fornos de Algodres (1801–2011) | Liczba ludności gminy Fornos de Algodres (1801–2011) | Liczba ludności gminy Fornos de Algodres (1801–2011) | Liczba ludności gminy Fornos de Algodres (1801–2011) | Liczba ludności gminy Fornos de Algodres (1801–2011) | Liczba ludności gminy Fornos de Algodres (1801–2011) | Liczba ludności gminy Fornos de Algodres (1801–2011) |
| ---------------------------------------------------- | ---------------------------------------------------- | ---------------------------------------------------- | ---------------------------------------------------- | ---------------------------------------------------- | ---------------------------------------------------- | ---------------------------------------------------- | ---------------------------------------------------- | ---------------------------------------------------- | ---------------------------------------------------- |
| 1801                                                 | 1849                                                 | 1900                                                 | 1930                                                 | 1960                                                 | 1981                                                 | 1991                                                 | 2001                                                 | 2004                                                 | 2011                                                 |
| 912                                                  | 5 962                                                | 10 147                                               | 9 730                                                | 9 035                                                | 6 594                                                | 6 270                                                | 5 629                                                | 5 434                                                | 4 989                                                |

## Sołectwa
Sołectwa gminy Fornos de Algodres (ludność wg stanu na 2011 r.):
- Algodres – 349 osób
- Casal Vasco – 227 osób
- Cortiçô – 144 osoby
- Figueiró da Granja – 414 osób
- Fornos de Algodres – 1627 osób
- Fuinhas – 92 osoby
- Infias – 242 osoby
- Juncais – 284 osoby
- Maceira – 229 osób
- Matança – 243 osoby
- Muxagata – 241 osób
- Queiriz – 260 osób
- Sobral Pichorro – 208 osób
- Vila Chã – 82 osoby
- Vila Ruiva – 168 osób
- Vila Soeiro do Chão – 179 osób